# Keith Gabel
Keith Gabel, né le 20 juillet 1984, est un snowboardeur handisport américain.

## Palmarès

### Jeux paralympiques d'hiver
- Jeux paralympiques d'hiver de 2018
  -  Médaille d'argent en Snowboard Cross
- Jeux paralympiques d'hiver de 2014
  -  Médaille de bronze en Snowboard Cross